# Sankt-Gerhard-Kapelle
Die Sankt-Gerhard-Kapelle (portugiesisch capela São Gerardo) ist ein religiöses Gebäude im Viertel Alto da Boa Vista in der Stadt Rio de Janeiro in Brasilien. Das Gebäude steht durch das Dekret Nr. 23202 vom 25. Juli 2003 vorläufig auf der nationalen Liste der geschützten Denkmäler auf kommunaler Ebene. 
Die Kapelle steht im Nationalpark von Tijuca, einem weltweit bekannten Naturschutzgebiet. In der Umgebung der Kapelle leben mehrere für den Atlantischen Regenwald typische Säugetiere und Vögel.

## Geschichte
Die Kapelle São Gerardo wurde zwischen 1905 und 1906 von Abt Dom Gerardo van Caloen (1853–1932) erbaut. Der ursprüngliche Zweck des Baus der Kapelle galt dem Spirituellen und für die Bewohner des Pflegeheims. Durch das milde Klima im Tijuca-Nationalpark wurde es als Erholungsort für die Mönche des Klosters São Bento in Rio de Janeiro und die große Grünfläche für den Anbau eines Gemüsegartens genutzt. In den ersten Jahrzehnten des 20. Jahrhunderts erfuhr die Kapelle bauliche Veränderungen und fügte Nebengebäude hinzu, die in den folgenden Jahrzehnten als Schlafsäle für Schwache und Bedürftige dienten.

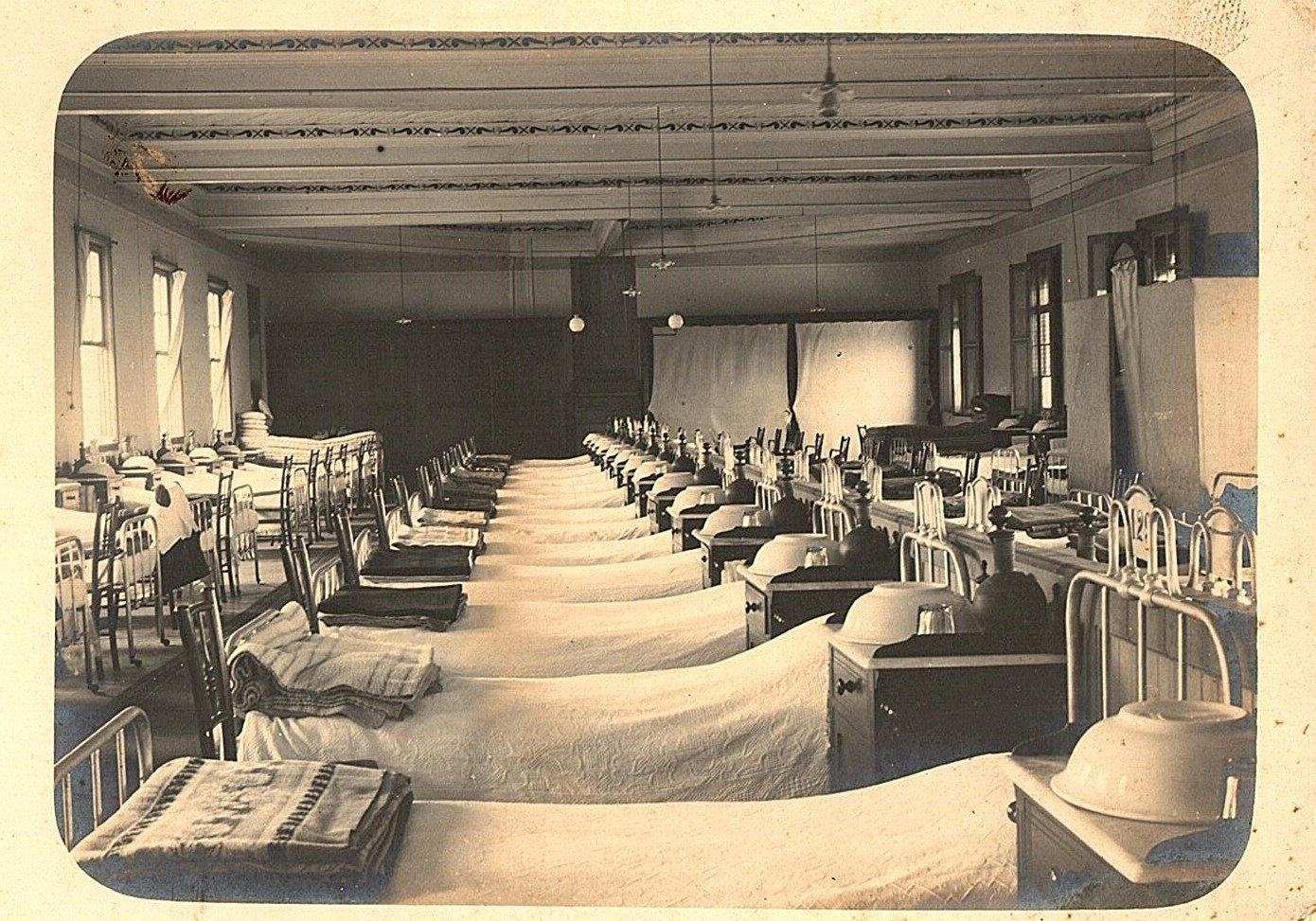
Pflegeheim der Kapelle (in den 1930er Jahren).
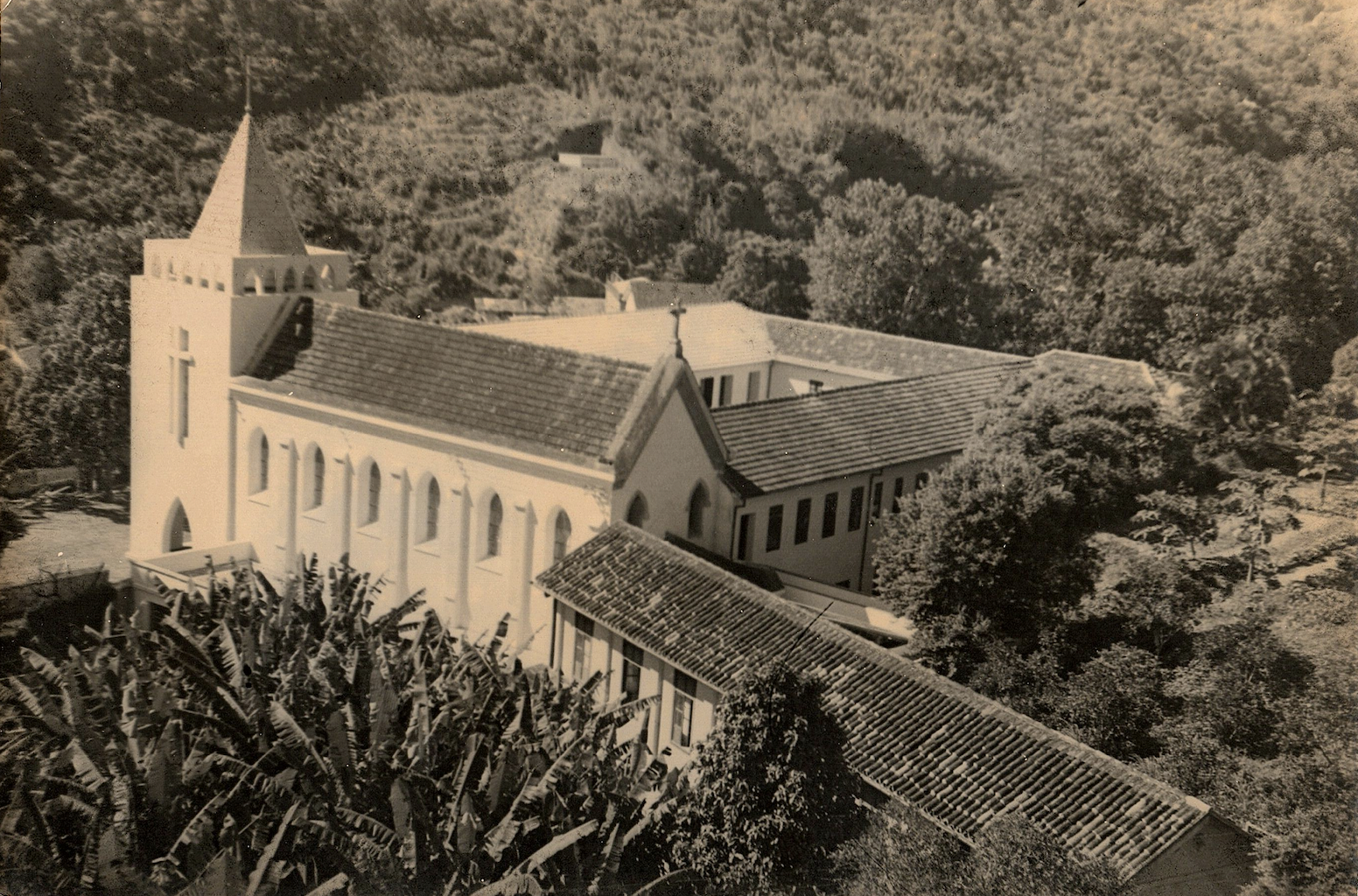
Blick auf die Sankt-Gerhard-Kapelle im Nationalpark Tijuca, Rio de Janeiro.
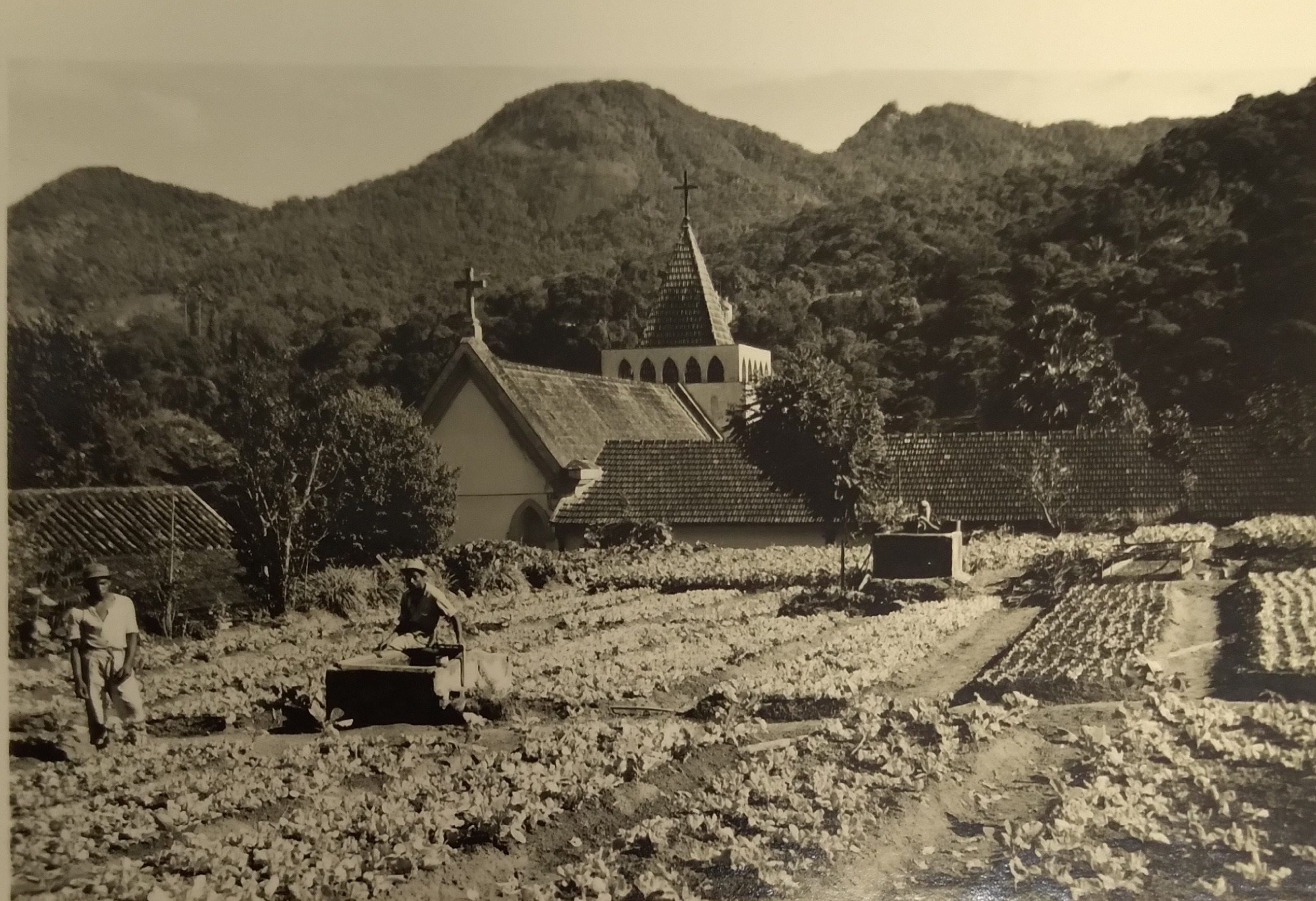
Gemüsegarten in der Kapelle, gepflegt von den Benediktinern des Klosters São Bento, Rio de Janeiro.
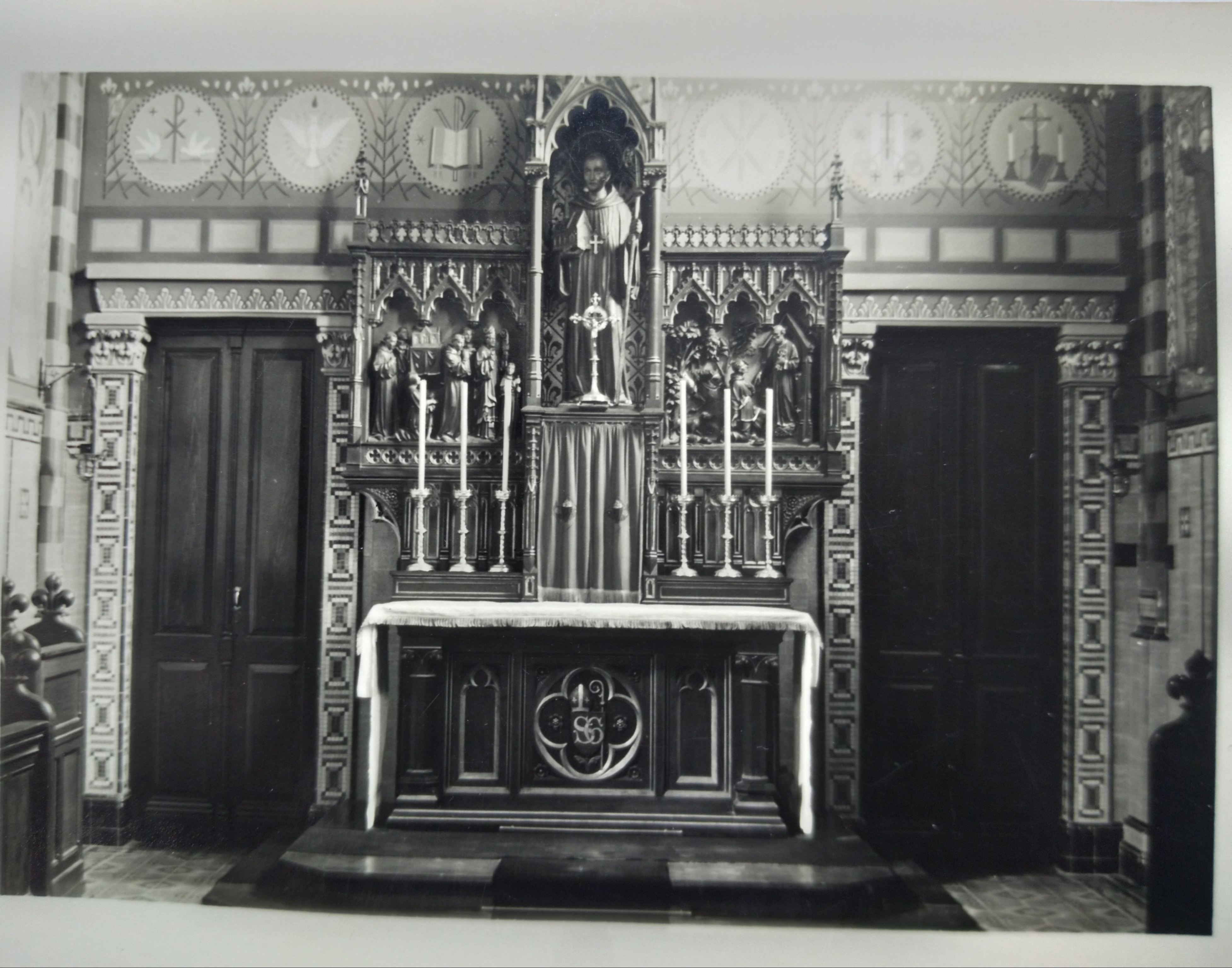
Das liturgische Mobiliar in der Sankt-Gerhard-Kapelle.
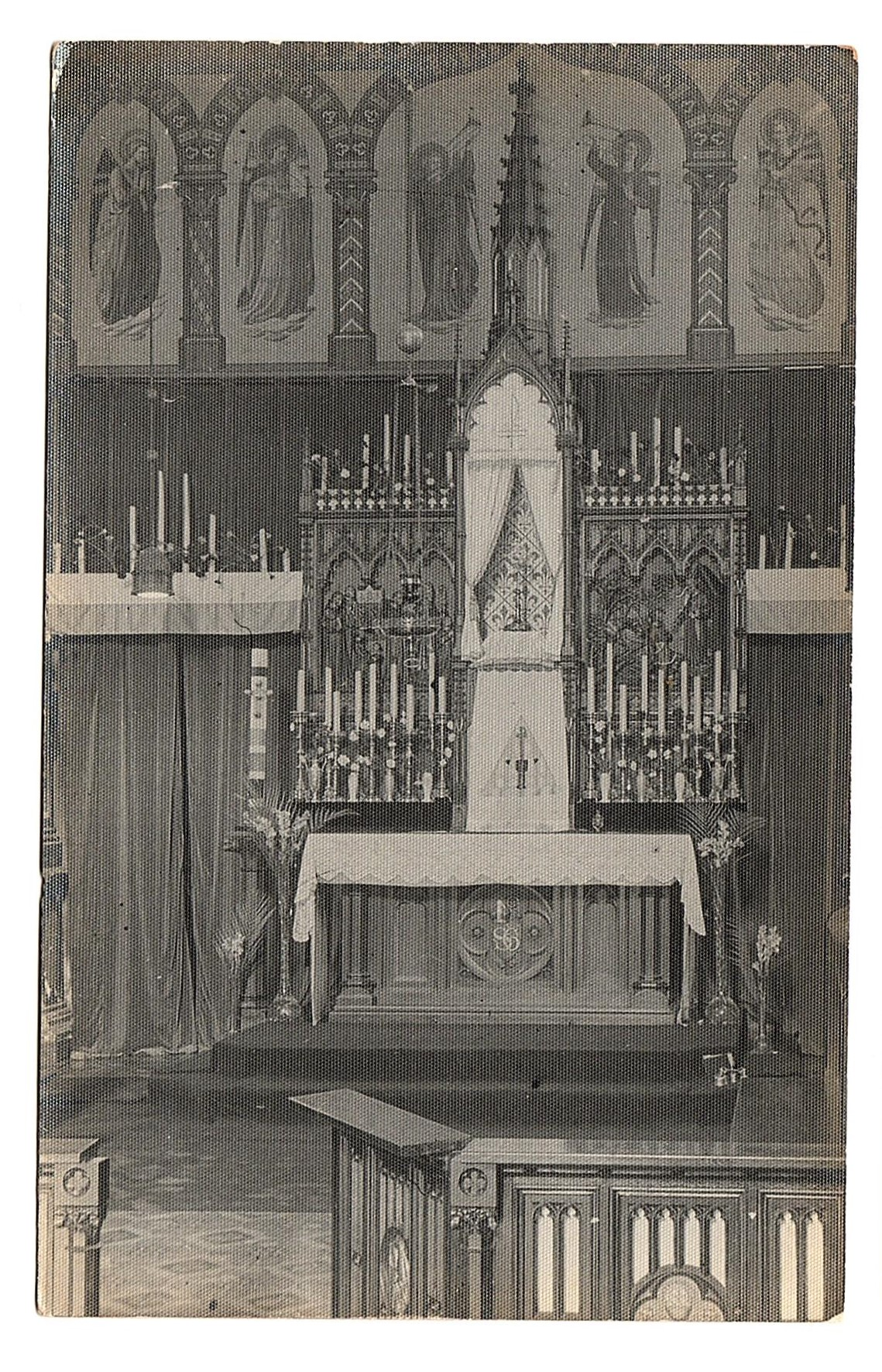
Altar der Kapelle.
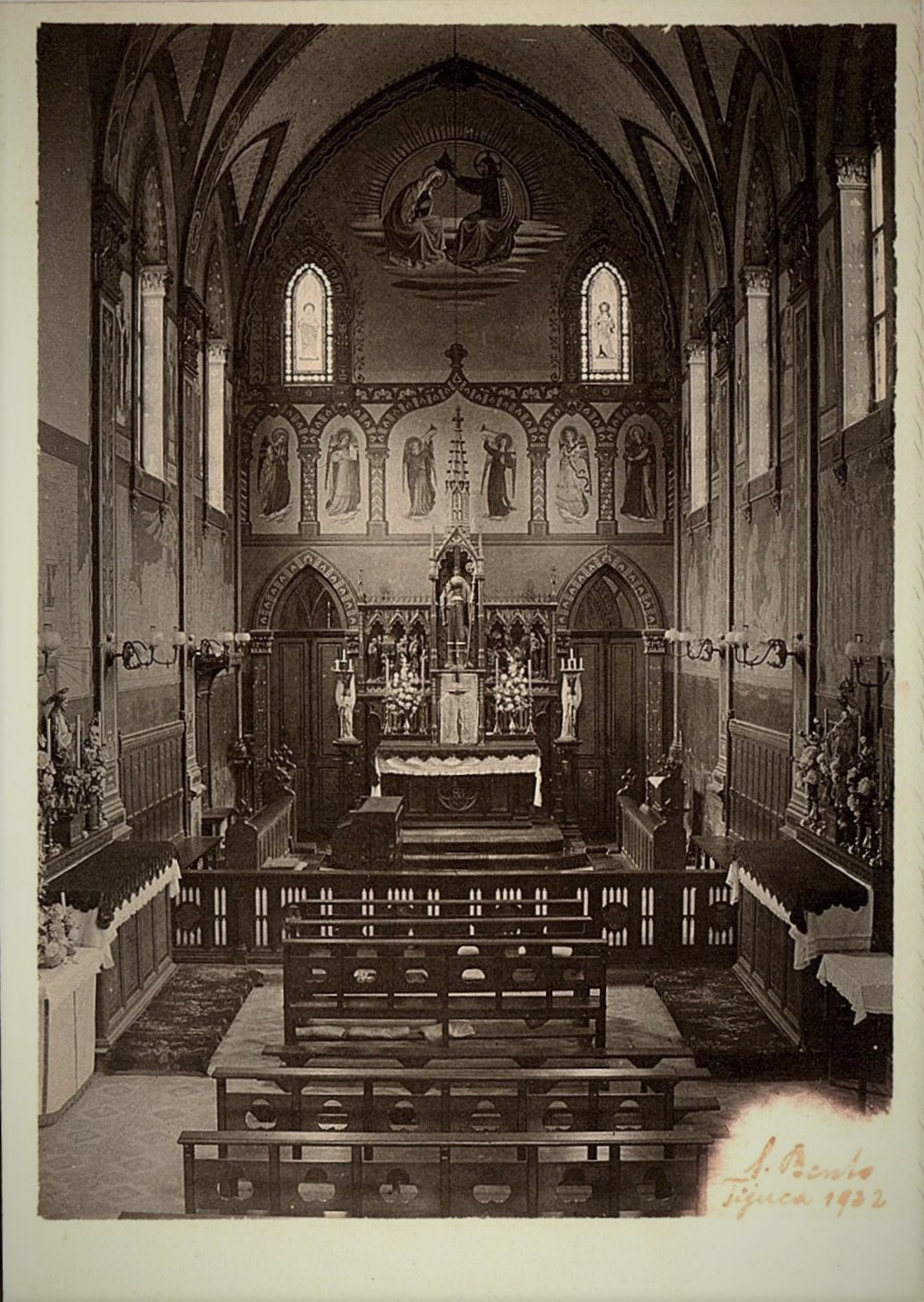
Innenraum der Kapelle mit Wandmalerei im Altar von Gaspar Elsenbusch.
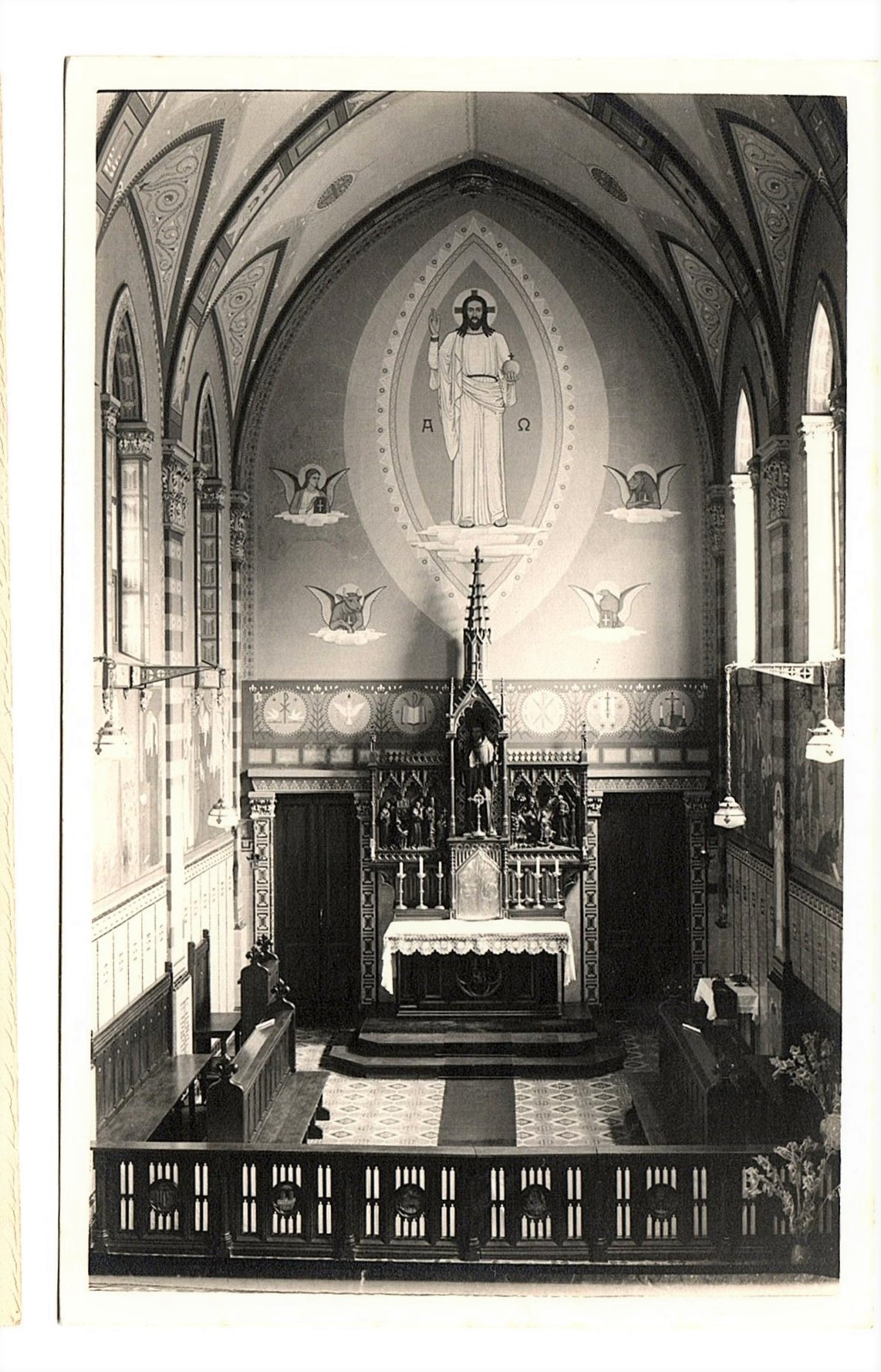
Wandmalerei „Jesus Christus, König des Universums“ von Conrado Hodapp (ca. 1942).

## Die Architektur
Die Besonderheit der Kapelle im Vergleich zu den anderen Gebäuden dieser Zeit in Rio de Janeiro besteht darin, dass es als eines der wenigen bereits neugotisch formale Merkmale aufweist. Die Verzierung der Kapelle besteht aus Wandmalereien, Fliesen und einigen Buntglasfenstern. Einzigartig ist das Innere der Kapelle, das mit Wandmalereien im Stil der sogenannten deutschen Beuroner Kunstschule bemalt ist. Diese Wandkunst ist ein seltenes Beispiel in Brasilien und für die Region Rio de Janeiro sogar einzigartig, weil es in Brasilien nur wenig davon gibt.
Die Beuroner Kunstschule
Die als Beuroner Kunstschule bekannte, künstlerische Bewegung entstand 1868 in der Erzabtei St. Martin zu Beuron Baden-Württemberg, Deutschland. Begründer dieses ästhetischen Konzepts waren der Deutsche Desiderius Lenz (1832–1928) und der Schweizer Gabriel Wüger (geb. Jacob Wüger) (1829–1892). Laut einer Liste von Denkmälern mit Wandmalereien der Beuroner Kunstschule sollen weltweit mindestens 19 Sakralbauten die innere Ausmalung in diesem Stil aufweisen. Die meisten befinden sich in Deutschland, gefolgt von Tschechien, Österreich, der Schweiz und Italien. Auf dem amerikanischen Kontinent sind es zwei in den Vereinigten Staaten von Amerika und drei in Brasilien. Das ästhetische Konzept der Beuroner Kunstschule ist geprägt von formalen Besonderheiten aus der byzantinischen, ägyptischen und frühchristlichen Kunst.
Die Motive
Die Innenausmalung wurde ursprünglich von dem Maler und Benediktinermönch Gaspar Elsenbusch (gest. 1943) ausgeführt und später im Jahr 1942 von dem Maler und Benediktinermönch Conrado Hodapp (geb. 1908 – unbekannt) umgestaltet. Die ikonographischen Motive in der Kapelle São Gerardo stammen hauptsächlich aus dem Alten Testament und dem Leben von São Bento. In der Beuroner Kunst werden architektonische Ornamenten verwendet, um die Wände flächendeckend zu dekorieren, was der Kapelle einen künstlerischen Wert der Beuroner Kunst verleiht.
Farbkonzept

Der künstlerische Wert der Kapelle zeigt sich vor allem in der Farbwahl, die sie von anderen am Rokoko und Barock orientierten Kirchen in Rio de Janeiro unterscheidet. Die Farbvariation ist relativ gering und wie andere beuronische Wandbilder arbeiten sie nur mit diatonischen Tonleitern. Laut dem deutschen Kunsthistoriker Josef Kreitmaier (1874–1946):
Im Harmonisieren der Farbe weisen die guten Beuroner Arbeiten feines Gefühl auf. Freilich dürfen wir keine Nuancenmalerei erwarten, wie sie uns die Impressionisten gebracht haben. Diese Art wäre für monumentale Zwecke zu kraftlos und unwirksam. Ihre Palette besitzt nur eine verhältnismäßig geringe Zahl von Farbwerten, sie arbeiten nur mit den Tönen der diatonischen Skala und verzichten auf schillernde Chromatik, ausgehend von der richtigen Erkenntnis, daß die Farbe bei der monumentalen Malerei nicht in erster Linie sinnlich- optische Ziele zu verfolgen berufen ist. Es kommt hier nicht auf den Augenreiz an wie bei der impressionistischen Malerei, sondern auf die symbolische Kraft und Ausdrucksfähigkeit der Farbe, auf Verstärkung der seelischen Wirkungen der Komposition. So können unter Umständen zwei Farbtöne völlig ausreichen.
(KREITMAIER 1921: 36-37).

## Erhaltungszustand
Während der ersten Hälfte des 20. Jahrhunderts erfuhr die Sankt-Gerhard-Kapelle, auch bekannt als Celeiro São Gerardo, mehrere Änderungen in der Struktur und Innenausstattung. 1942 fand eine große Renovierung statt, bei der das Motiv im Hauptaltar verändert worden ist. Derzeit befindet sich die Kapelle in einem dramatischen Erhaltungszustand, dieser gründet auf strukturelle Probleme. Die Malschicht in den Wänden ist aufgrund von Feuchtigkeit gefährdet und ein beschleunigter Prozess ist bereits sichtbar, was wiederum zu einem schnelleren Verlust der Malerei führen wird.